# Euptychia clinas
Euptychia clinas är en fjärilsart som beskrevs av Frederick DuCane Godman och Osbert Salvin 1889. Euptychia clinas ingår i släktet Euptychia och familjen praktfjärilar. Inga underarter finns listade i Catalogue of Life.